# شوتو تاناکا
شوتو تاناکا (انگلیسی: Shuto Tanaka؛ زادهٔ ۸ نوامبر ۱۹۸۵) بازیکن فوتبال اهل ژاپن است.